# جغرافیای لسوتو

موقیت لسوتو در جنوب قاره آفریقا.

لسوتو کشوری کوهستانی و محصور در خشکی است که در جنوب آفریقا واقع شده‌است. این کشور به صورت درون‌بومی است که به‌طور کامل در احاطه آفریقای جنوبی قرار دارد. طول کل مرزهای کشور ۹۰۹ کیلومتر (۵۶۵ مایل) است. لسوتو مساحتی در حدود ۳۰٬۳۵۵ کیلومتر مربع (۱۱٬۷۲۰ مایل مربع) دارد که درصد ناچیزی از آن پوشیده از آب است.
جالب‌ترین اطلاعات جغرافیایی در مورد لسوتو، جدای از وضعیت آن به عنوان یک درون‌بوم کامل، این است که این تنها کشور مستقل جهان است که کاملاً بالاتر از ارتفاع هزار متر واقع شده‌است. پایین‌ترین نقطه آن ۱۴۰۰ متر است که بالاترین نقطه کم‌ارتفاع بین همه کشورها در جهان است. به دلیل ارتفاع زیاد، آب و هوای این کشور خنک‌تر از سایر مناطق در همان عرض جغرافیایی است. منطقه آب و هوایی آن را می‌توان به عنوان قاره‌ای طبقه‌بندی کرد.

## محل
لسوتو کشوری در جنوب قاره آفریقا است که در حدود ۲۹ درجه و ۳۰ دقیقه عرض جغرافیایی جنوبی و ۲۸ درجه و ۳۰ دقیقه طول شرقی واقع شده‌است. این کشور با مساحت ۳۰٬۳۵۵ کیلومتر مربع (۱۱٬۷۲۰ مایل مربع) و چهل و یکمین کشور بزرگ جهان است. که درصد ناچیزی از آن پوشیده از آب است. لسوتو به‌طور کامل توسط آفریقای جنوبی احاطه شده‌است، و آن را به یکی از تنها سه کشور در جهان تبدیل می‌کند که در یک کشور دیگر محصور شده‌اند. دو مورد دیگر سان مارینو و شهر واتیکان هستند که هر دو در ایتالیا واقع شده‌اند. طول کل مرز این کشور با آفریقای جنوبی ۹۰۹ کیلومتر (۵۶۵ مایل) است. وضعیت لسوتو به عنوان یک منطقه درون‌بوم نیز به این معنی است که محصور در خشکی است و تا اندازه زیادی به آفریقای جنوبی وابسته است. نزدیکترین بندر اصلی به لسوتو دوربان است.

## جغرافیای فیزیکی

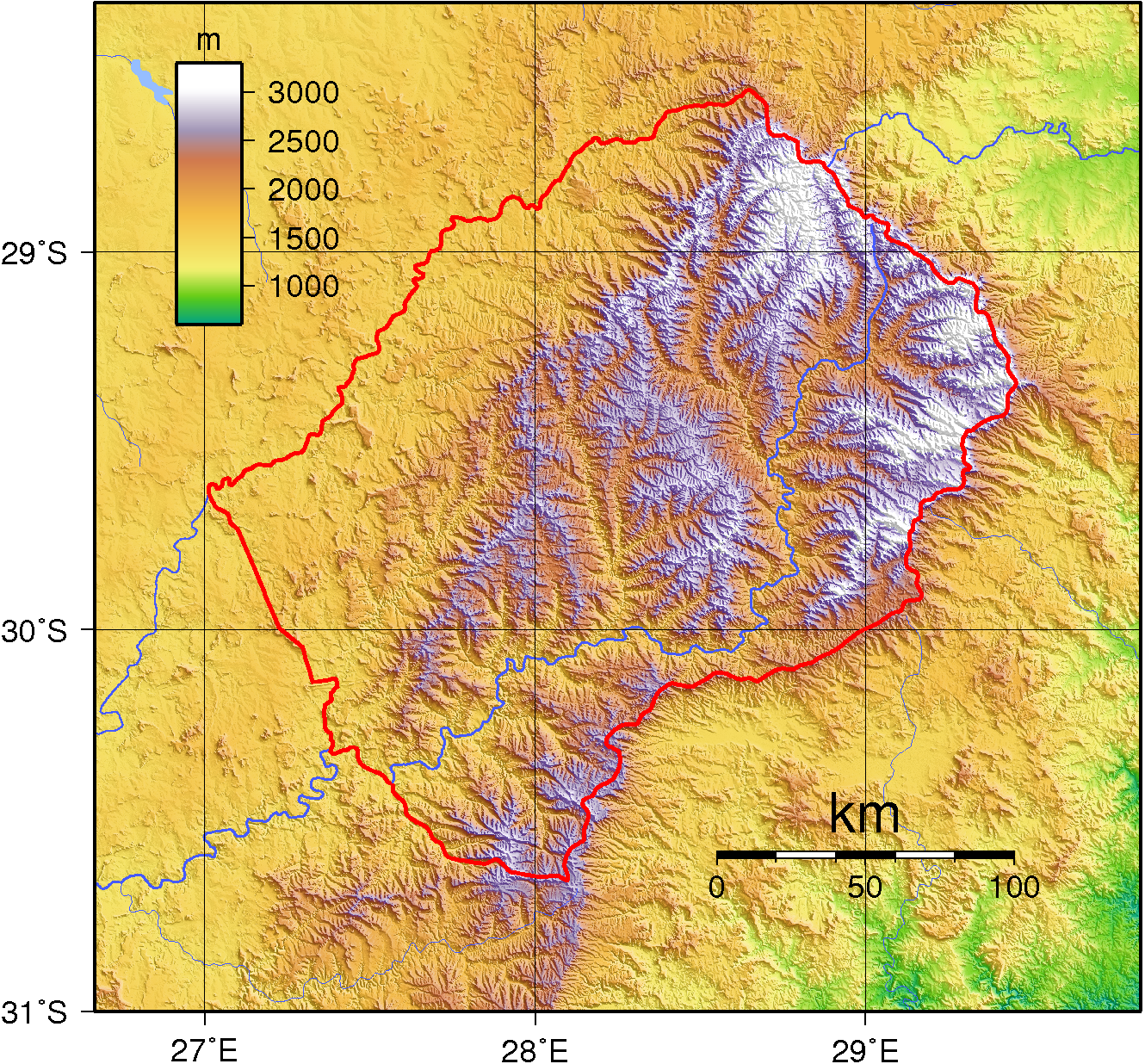
نقشه ناهمواری‌های لسوتو.

لسوتو را می‌توان به‌طور تقریبی به سه منطقه جغرافیایی تقسیم کرد: مناطق پست، به موازات سواحل جنوبی رود کالدون، و در دره رود اورنج؛ ارتفاعات تشکیل شده توسط رشته‌کوه‌های دراکنزبرگ و مالوتی در شرق و بخش مرکزی کشور؛ و کوهپایه‌هایی که بین پستی و بلندی‌ها شکاف ایجاد می‌کنند. کمترین ارتفاع در کشور در محل تلاقی رودخانه‌های ماخالنگ و اورنج (سنکو) (در مرز آفریقای جنوبی) است که با ۱٬۴۰۰ متر (۴٬۵۹۳ فوت) بالاترین نقطه کم‌ارتفاع هر کشور است.
لسوتو تنها کشور مستقل در جهان است که کاملاً بالای ۱٬۰۰۰ متر (۳٬۲۸۱ فوت) قرار دارد.بلندترین نقطه آن قله کوه تابانا نتلنیانا است که ارتفاع آن به ۳٬۴۸۲ متر (۱۱٬۴۲۴ فوت) می‌رسد. بیش از ۸۰ درصد لسوتو بالای ۱٬۸۰۰ متر (۵٬۹۰۶ فوت).
اگرچه مقدار بسیار کمی از لسوتو پوشیده از آب است، رودخانه‌هایی که در سراسر کشور جاری هستند بخش مهمی از اقتصاد لسوتو را تشکیل می‌دهند. بخش اعظم درآمد صادراتی این کشور از آب و بیشتر نیروی آن از منبع برق آبی تأمین می‌شود. رود نارنجی از کوه‌های دراکنزبرگ در شمال خاوری لسوتو سرچشمه می‌گیرد و پیش از خروج به آفریقای جنوبی در ناحیه موهاله هوک در جنوب غربی، در سراسر کشور جریان دارد. رود کالدون قسمت شمال باختری مرز با آفریقای جنوبی را مشخص می‌کند. رودخانه‌های دیگر عبارتند از مالیباماتسو، ماتسوکو و رود سنکونیانه.
سنگ بستر لسوتو متعلق به ابرگروه کارو است که بیشتر از شیل و ماسه‌سنگ تشکیل شده است. زمین‌های پوده‌ای را می‌توان در بلندی‌های لسوتو یافت، که بیشتر آن‌ها در دیواره‌ای کوهستانی نزدیک مرز شرقی این کشور است. قله تابانا انتلنیانا تا حدی توسط مرداب احاطه شده‌است.
روانه‌های گلی سنگ‌پهنه‌ها، و گلدسته‌های سنگی را می‌توان در بخش‌های بالاتر ارتفاعات لسوتو یافت. این ویژگی‌ها در ارتباط با شرایط پیرایخبندانی که در آخرین عصر یخبندان در این منطقه حاکم بود، شکل گرفتند

## آب و هوا

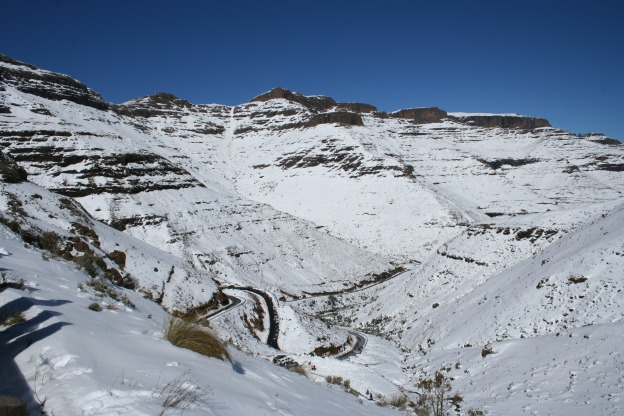
برف در گذرگاه موتنگ لسوتو

به دلیل ارتفاع، این کشور در طول سال خنک تر از سایر مناطق در همان عرض جغرافیایی باقی می‌ماند. لسوتو دارای آب و هوای معتدل، با تابستان‌های گرم و زمستان‌های سرد است. مازرو و مناطق پست اطراف آن در تابستان اغلب به ۳۰ درجه سلسیوس (۸۶ درجه فارنهایت) می‌رسد. زمستان‌ها می‌تواند سرد باشد و در مناطق پست به −۷ درجه سلسیوس (۱۹٫۴ درجه فارنهایت) در ارتفاعات گاه تا −۲۰ درجه سلسیوس (−۴٫۰ درجه فارنهایت) کاهش می‌یابد.

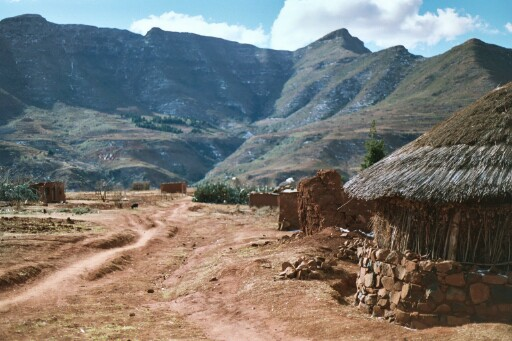
دهکده مالئالئا در ارتفاعات لسوتو

میزان بارندگی سالانه از حدود ۶۰۰ میلیمتر (۲۳٫۶ اینچ) در دره‌های پست تا حدود ۱٬۲۰۰ میلیمتر (۴۷٫۲ اینچ) در نواحی شمال و شرق هم‌مرز با آفریقای جنوبی است. بیشتر باران همراه با توفان تندری تابستانی می‌بارد: ۸۵ درصد بارندگی سالانه میان ماه‌های اکتبر و آوریل رخ می‌دهد. زمستان‌ها - بین ماه مه و سپتامبر معمولاً بسیار خشک است.< بارش برف در بیابان‌ها و دره‌های پست بین ماه مه و سپتامبر رایج است. قله‌های بالاتر می‌توانند گاه به گاه بارش برف قابل توجهی را در طول سال تجربه کنند. دگرگونی‌های سالانه بارندگی کاملاً نامنظم است که منجر به خشکسالی‌های دوره ای در فصل خشک (مه تا سپتامبر) و سیل می‌شود که می‌تواند در فصل بارانی (اکتبر-آوریل) شدید باشد.

## منابع طبیعی

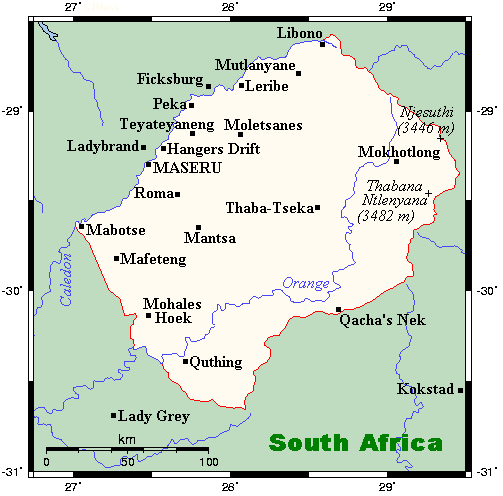
نقشه لسوتو